# Diócesis de San
La diócesis de San (en latín: Dioecesis Sanen(sis) y en francés: Diocèse de San) es una circunscripción eclesiástica latina de la Iglesia católica en Malí, sufragánea de la arquidiócesis de Bamako. La diócesis tiene al obispo Hassa Florent Koné como su ordinario desde el 7 de octubre de 2021.

## Territorio y organización
La diócesis extiende su jurisdicción sobre los fieles católicos de rito latino residentes en los círculos de Tominian, San, Bla y Macina de la región de Segú; el círculo de Djenne de la región de Mopti; y el círculo de Yorosso de la región de Sikasso.
La sede de la diócesis se encuentra en la ciudad de San, en donde se halla la Catedral de Nuestra Señora de Lourdes. 
En 2020 la diócesis estaba dividida en 8 parroquias.

## Historia
Los obispos de Bamako, Toulotte, Lemaître y Sauvant abrieron varios puestos de misión entre finales del siglo XIX y las primeras décadas del siglo XX, entre ellos Segú (1895), Toma (1913), Minankofa (a orillas del río Bani, en 1920) y Sikasso (1922). En 1922 monseñor Sauvant envió a tres religiosos de los Misioneros de África, los padres Félix Théaudière, Ernest Duvernois y Eugène Ratisseau, con el objetivo de fundar una misión entre Segú y Toma. Subiendo en una piragua el río Bani hasta Belenityeni, llegaron a la ciudad de San a bordo de carretas con sus tres bicicletas. Desde allí, el 9 de octubre de 1922, llegaron al pueblo de Mandiakuy: dos años más tarde construyeron la primera iglesia parroquial de la futura diócesis de San.
La misión sui iuris de San fue erigida el 10 de abril de 1962 separando territorio de la diócesis de Nouna.
El 29 de septiembre de 1964 la misión sui iuris fue elevada a diócesis con la bula Qui benignissimo del papa Pablo VI.

## Episcopologio
- Joseph Paul Barnabé Perrot, M.Afr. † (10 abril de 1962-18 de noviembre de 1987 renunció)
- Jean-Gabriel Diarra † (18 de noviembre de 1987-28 de octubre de 2019 falleció)
- Hassa Florent Koné, desde el 7 de octubre de 2021

## Estadísticas
De acuerdo al Anuario Pontificio 2021 la diócesis tenía a fines de 2020 un total de 41 892 fieles bautizados.
| Año                                                                             | Población            | Población | Población      | Sacerdotes | Sacerdotes    | Sacerdotes    | Bautizados por sacerdote | Diáconos permanentes | Religiosos | Religiosos | Parroquias |
| Año                                                                             | Bautizados católicos | Total     | % de católicos | Total      | Clero secular | Clero regular | Bautizados por sacerdote | Diáconos permanentes | Varones    | Mujeres    | Parroquias |
| ------------------------------------------------------------------------------- | -------------------- | --------- | -------------- | ---------- | ------------- | ------------- | ------------------------ | -------------------- | ---------- | ---------- | ---------- |
| 1969                                                                            | 13 964               | 332 359   | 4.2            | 21         | 21            |               | 664                      |                      | 6          | 16         | 5          |
| 1980                                                                            | 15 300               | 460 800   | 3.3            | 18         | 4             | 14            | 850                      |                      | 27         | 20         | 5          |
| 1990                                                                            | 21 590               | 548 000   | 3.9            | 17         | 8             | 9             | 1270                     |                      | 16         | 28         | 5          |
| 1998                                                                            | 27 617               | 900 000   | 3.1            | 30         | 23            | 7             | 920                      |                      | 12         | 31         | 5          |
| 2001                                                                            | 30 032               | 922 300   | 3.3            | 29         | 24            | 5             | 1035                     |                      | 10         | 32         | 5          |
| 2002                                                                            | 31 334               | 923 960   | 3.4            | 28         | 23            | 5             | 1119                     |                      | 8          | 32         | 5          |
| 2003                                                                            | 32 021               | 951 600   | 3.4            | 27         | 22            | 5             | 1185                     |                      | 8          | 41         | 5          |
| 2004                                                                            | 32 587               | 951 600   | 3.4            | 28         | 23            | 5             | 1163                     |                      | 11         | 38         | 5          |
| 2010                                                                            | 35 502               | 978 000   | 3.6            | 27         | 24            | 3             | 1314                     |                      | 7          | 36         | 6          |
| 2014                                                                            | 37 256               | 1 083 000 | 3.4            | 38         | 35            | 3             | 980                      |                      | 7          | 44         | 7          |
| 2017                                                                            | 38 470               | 1 170 540 | 3.3            | 38         | 35            | 3             | 1 012                    |                      | 5          | 46         | 7          |
| 2020                                                                            | 41 892               | 1 282 590 | 3.3            | 38         | 35            | 3             | 1 102                    |                      | 7          | 55         | 8          |
| Fuente: Catholic-Hierarchy, que a su vez toma los datos del Anuario Pontificio. |                      |           |                |            |               |               |                          |                      |            |            |            |